# 姓 (日本政治结构)
姓 (日语：／／ kabane)，是日本古代一种政治结构，大约出现在古坟时代后期。姓的作用在表明各豪族的地位，由大和王权的大王赐给臣服大王的豪族，以承认他们地位，没姓的人是平民与奴隶。姓的级别从高到低是臣、連、造、君、直、县主、村主，还有宿禰，大化革新前日本大約有三十種姓，必须注意同姓豪族不一定有血緣關係，豪族的血緣關係由“氏”决定，二者合称“氏姓制度”。
另外天皇被视为神，故无姓。平安時代以后无权任天皇的皇室会赐姓成为臣民，称为臣籍降下。姓虽然后来被律令官僚和冠位制度取代，但日本贵族仍会在姓名中标注其“姓”，直到明治维新后，1871年颁布《姓尸不称令》为止。

## 表記
姓附加在贵族或武士的氏或名之后，用以表明其位阶、身份，例如 (粗体字为姓)：
- 物部弓削守屋連（物部守屋）
- 蘇我臣入鹿、蘇我入鹿臣（蘇我入鹿）
- 藤原朝臣道長（藤原道長）
- 源朝臣家康（德川家康）
- 越智宿禰博文伊藤（伊藤博文）

的汉字训读为“姓”，在先秦时期的中国，“姓”指的是血缘族群，而“氏”则指职务、领地，用來區別貴賤。然而，到了汉代，这两者的概念逐渐混淆。当汉字传入日本时，这种混用的意义也一同传入，在日本的古代史书记载中，“姓”一字可能用来指代氏、，或者两者兼指。

## 起源
姓的起源尚不明确。一种说法认为，日本的姓制度来自于朝鲜半岛的“骨品（골품）”制度。カバネ一词本意指“尸体”，骨品制度传到日本后，韩语的“骨（골）”一词被翻译成了和语的“カバネ（尸体）”，因此本意指尸体的カバネ也就有了表示身份等级的“姓”的意思。
一般认为，姓作为一种制度，大约在6世纪中叶之前确立。最初，它是授予那些在大和王权朝廷中拥有政治地位的氏族，依据这些氏族的地位和职能而授予。《先代舊事本紀》等日本古文献中记载，早在垂仁天皇时期，大和王权已经开始对豪族授予姓。然而，这些带有传说性质的文献记载是否可以直接视为史实，仍需进一步考证。
在中国史料《隋书》中出现可明确认为是氏姓名称的记载，被《日本书纪》引用的百濟三書则大致从钦明天皇时期（6世纪）开始，在倭人的姓名中开始出现被认为是氏族名称的表述。此外，在考古学资料中，有一种观点认为隅田八幡神社人物畫像鏡上的“开中费直”可解读为“河内直”，镜上记载的癸未年被认定为503年，如果该观点正确那么在6世纪初，“河内”这一氏族已经存在，并使用“直”这一姓。综合这些信息，可以推测到钦明天皇时期，氏和姓已大致成型。
古代日本史料中以地名或部名命名的氏族，与原始社会中普遍存在的血缘氏族大不相同。氏除了血缘关系，也是具有政治性的集体，与大和王权的关系密切，而赐姓则是大和王权与各氏族之间政治关系的体现。尽管目前对大和王权具体内部结构尚不清楚，但一般认为，在大和地区（现奈良县周边）的诸豪族以大王为精神权威核心，构建了一个松散的联合体，豪族担任分掌各类职务的伴造。在大和王权对日本列島统一的过程中，这些豪族也不停扩张实力，而被大和王权赋予一定地位并得以继承，姓由此作为政治组织的一部分确立下来。
各个姓的名称起源同样不甚清楚。据推测，在古代酋长或部族长常以地名加尊称的方式被称呼，这些称呼可能是后世姓的原型，这些原始尊称包括：等。部分尊称与《三国志·魏书·东夷传·倭人条》中的记载相对应，可见这些称呼在极为古老的时代已被使用。此外，《魏志倭人传》中“原始的姓”可能不仅仅是尊称，也可能与古代的官职或地名紧密相关。例如，在古代人名中将彦（ヒコ）或媛（ヒメ）等加于地名后，形成的名称可能与官职有关。因此，这些原始的姓不仅起到尊称作用，还与行政职能密切相关，这或许是姓制度最初的雏形。

## 古代的姓
大化革新前日本大約有三十種姓，《新撰姓氏錄》把姓分三种：神别、皇别与诸番，一般认为授予氏族何种姓大体由出身或官职决定。例如：
- 根据出身，属于皇别（源于天皇家）的氏族大多被授予臣姓；属于神别（神祇的后裔，隨天津彥彥火瓊瓊杵尊降臨的神的后人）的氏族大多被授予連姓。
- 根据官职，例如：國造、县主、稻置（イナギ）、史（フヒト）、画師（エシ），或以“（某某）人”的形式出现。

尽管这种分类分析是近代历史学的观点，但据研究7世纪的人们已有将姓与出身或官职联系起来认知。另外由于姓的发展与古代的部民制息息相关，故姓的授予也反映了所属氏族在大和王权体系中的地位及其职能角色。特别是臣、君、連、造、直等授予标准相对清晰，以下是几个具代表性的姓和其地位及职能角色说明：
臣
日语读作，主要是以畿内为中心，以地名为氏名的氏族，如：蘇我臣、小野臣、出雲臣、吉备臣，这些氏族大多起源于地方豪族，并多次与大王联姻，「臣」姓氏族的数量远远超过其他姓。因此可以推测，「臣」姓最初是授予那些曾与大王共同组成大和王权的地方豪族为中心的氏族。关于一词的含义目前尚不清楚，但普遍认为其包含某种尊敬的意义。至于为何训读为「臣」这个汉字，则同样不得而知。
君
日语读作，汉字训读为“君”或“公”，虽然读音相同，但这两个称号未必属于同一种姓，「公」姓多授予继体天皇的后裔及继体天皇以后新出现的皇别氏族。而關東、四国、九州、北陆等偏远地区的国造，以「君」为姓的氏族占了较大比例，他们通常是地处偏远、享有一定自治权的豪族，例如：上毛野氏、下毛野氏（關東）和绫氏（四国）。此外，与「臣」姓氏族一样，「君」姓氏族其氏名也多以地名命名。另外，一些具有祭祀传统的氏族（如大三轮氏）也被赐予君姓。因此，这一姓大致可以归为三类：继体天皇以后新的皇别氏族、偏远地区享有一定自治权的氏族、以及拥有传统祭祀职能的地祇系氏族。
連
日语读作。“ムラジ”一词最初可能是“群主”（或）的意思，用于表示伴部的首领，但其汉字表记来源并不明确。尽管“连”被认为是“根据祖先的名号”授予的姓氏，但许多氏族，例如中臣连、物部连、大伴连、土师连、扫部连等，其氏名多与职能相关。因此，这些氏族最初可能是为大王服务的伴造之长。随着时间的推移，这些氏族中的一部分逐渐超出其原本的职能范围，承担起其他任务，并且一些氏族在此过程中脱颖而出，成为有力的豪族。
造
日语读作。这一称号的来源众说纷纭，有研究认为源自或，也有人认为是一种尊称。拥有“造”姓的氏族大多是领导职业部的伴造或名代、子代，被认为是伴部首领的一种称号。“造”与“连”之间的区别并不明确，“造”通常指的是像山部、海部、土师部这样，在地方定居并负责统辖当地部民的首领；而“连”则可能是在中央统辖这些地方长官的豪族。
此外，像山部氏一样定居在地方并拥有部民，但不属于中央豪族，部民以上番（轮流派遣到中央服务）为主，而非缴纳地方的贡纳，比如马飼部、锻冶部、史部、藏部等，这类部民的首领也多拥有“造”姓，此类型的氏族基本上是渡来人（归化人），因此“造”这一称号在渡来系氏族中较为常见。以上两种伴造类型中，前者的历史更为久远，而后者则是较晚形成的伴造。由此推测，“造”和“连”这两种称号的出现并非自然形成，而是被制定或系统化地确定的。
直
日语读作或，也可以写作。关于的词源，有多种解释。有观点认为意为“贵”，意为“兄”，也有学者认为其来源于朝鲜语，意为“上长”。至于为什么训读为“直”，尚不明确，有说法认为“直”字本义为“番人”，可能象征地方长官的职责。
“直”这一称号常见于擔任国造的氏族，但并非所有国造都冠以“直”姓。具体而言，“直”姓的国造主要分布在近畿地区、吉备与出云以外的中国地方、四国、東海道以及关东南部。而在关东北部和九州地区，国造多为“君”姓，而吉备与出云地区的国造通常为“臣”姓。从历史发展来看，大和王权在征服地方豪族时通常不会彻底消灭这些地方势力，而是通过承认其作为国造的地位来进行统治。对于这些地方豪族，大和王权可能授予其“直”这一称号，作为对其地位与权力的认可。3
首
日语读作，被授予此姓的氏族主要分为三大类：
- 伴造的首长，例如山部首、海部首、忌部首等。通常，这类氏族多居住在地方，作为地方有力者，负责统领当地的部民。
- 渡来人系氏族，例如西文首、马飼首、韩锻冶首等。这类氏族的氏名以在官僚体系中的职务而得名。
- 屯仓的管理者、县主、稻置，这一类氏族的氏名常与地名相关。例如，大户村的屯仓管理者被称为“大户首”，志纪县的县主则被称为“志纪首”等。

总体而言，“首”姓氏族的共同特点是与地方村落首长的身份密切相关，不论其具体职责或来源，这些氏族都与地方密切联系。

## 八色之姓
天武天皇十三年（公元684年），天武天皇颁布诏令废除了原来的氏族制度体系，将诸氏族的姓重新整理，并按等级排序为以下八种新的姓氏：。这一改革的动机与意图，主要是为了推动律令制建设，打破传统豪族势力依托的氏族制度。其中真人、朝臣等高位姓，被赐予天皇家的分支氏族，以源氏（814年起）和平氏（825年起）最為著名。
八色之姓的制定体现了天武天皇强化中央集权和官僚化改革的努力。通过整理氏姓制度，为律令制的进一步推行奠定了基础，同时也在一定程度上重整了贵族社会内部的等级秩序。朝廷通过八色之姓激励低位阶官员，通过努力表现获赐姓进而晋升的机会，为官僚体系注入了竞争活力，并促进了社会流动性；同时通过赐姓，朝廷还加强了对地方和氏族的控制，构建了明确的等级秩序，巩固律令制国家与社会，達成中央集權的目標。

## 形式化
随着律令体制的崩溃，到9世纪中，八色之姓中除了“朝臣”和“宿禰”之外的其他姓已不再被赐予；这一趋势与上级官职逐渐被特定氏族垄断的倾向有关，在官位晋升过程中，与有力氏族的关系比姓的高低更为重要，导致姓的实际意义逐渐弱化。随着姓的重要性下降，各氏族为了提升官位晋升的可能性，越来越重视氏名，而忽视姓。最终，上级官职几乎完全被藤原氏垄断，赐姓的记录急剧减少。
平安时代中期以后“氏”、“姓”逐渐形式化，日本人名逐渐演变为由代表出身地名的“名字”，后来写作“苗字”，如近卫、九条、西园寺；与个人名的“名諱”两个部分。而古代的氏姓仍然被保留，以象征、塑造家族地位，如德川家康的正式稱謂“源朝臣德川家康”，即“源氏朝臣姓、名字德川諱家康”，但由于人们喜好攀附著名氏族、高级姓，因此氏姓已经失去作为人名、表示亲属关系的实际功能。
江户时代武士普遍使用“苗字+通称”的方式作为日常人名，平民则只有通称，不可公开使用苗字。但另一方面，朝廷、公家直到江户时代都不把“苗字”视为正式的人名，朝廷的文件中不会使用“近卫”、“九条”、“西园寺”等苗字，而是采用传统的氏名，如“藤原”、“源”、“平”、“橘”，在朝廷的正式文件中“氏+姓”的形式依然保留，例如“源朝臣”，但在其他情况下姓常被省略。这两种体系的并存，直到明治维新后统一的现代姓名制度确立，才逐渐消失。

## 废止
明治维新后，朝廷与一般社会在人名观念上的分歧，在明治政府整顿人名规定的过程中引发了一系列混乱。明治政府初期的核心人物多为公家出身，他们倾向于按照朝廷的传统习惯进行人名管理，致力于恢复古代的姓名形式。1869年的《官位记》规定按姓（原本的氏）、尸（原本的姓）和名諱的顺序书写人名，例如：伊藤博文被记为“越智宿禰博文”，这些姓尸是否真实并不明确，但它们被天皇及朝廷视为必要称谓。
然而日本社会已习惯于使用通称或苗字为日常称呼，而重视古代氏姓的规定与实际社会大相径庭。当明治政府要求各藩以提交职员名册时，产生了姓尸不明的问题，对行政事务造成了阻碍。随着藩閥逐渐控制明治政府，人名规定的复古趋势开始发生转变。1871年明治政府颁布《姓不称令》，规定在所有公文书中取消使用“姓尸”，仅使用“苗字”和“实名”，1872年壬申户籍编纂中，正式将“氏”、“姓”、“苗字”一元化为单一的概念--“苗字”，即今日所谓“日本姓氏”，旧有的氏、姓至此彻底退出历史舞台。